# Chick Chandler
Fehmer Christy „Chick“ Chandler (* 18. Januar 1905 in Kingston, New York; † 30. September 1988 in Laguna Beach, Kalifornien) war ein US-amerikanischer Schauspieler.

## Leben
Fehmer Christy Chandler wurde nach seinem Onkel benannt, dem bekannten deutschamerikanischen Architekten Carl Fehmer. Seine Eltern waren Colonel George F. Chandler und die Sportjournalistin Martha Chandler, geborene Schultze. Schon im Alter von 12 Jahren trat der junge Chick als Tänzer und Entertainer auf lokalen Bühnen auf.
Chicks Vater, Chirurg bei der US Army, schrieb ihn auf einer Militärakademie ein, die er drei Jahre besuchte und den Rang eines Corporal erreichte. Seine Familie sah für ihn eine Karriere beim Militär vor, dennoch verließ er mit 16 Jahren die Akademie. Er arbeitete auf einem Dampfschiff und studierte später Tanz unter dem Choreografen Ned Wayburn.
Als Tänzer und Komiker trat Chandler in den 1920er Jahren in Vaudeville-Theatern und am Broadway auf. 1932 wurde er von dem Produzenten David O. Selznick entdeckt und für RKO Pictures unter Vertrag genommen. Von nun an trat er mit seinem Spitznamen aus Kindertagen Chick an. Chick hatte schon 1923 als Kameramann und Aufnahmeleiter für Carl Laemmle in dessen Film Driven gearbeitet. 1924 stand er in dem Western  Red Love erstmals vor der Kamera. Ab 1933 arbeitete er hauptsächlich als Filmschauspieler, bevorzugt trat er in Komödien und Musicals auf. Er wurde hauptsächlich in Nebenrollen eingesetzt.
Durch die Rolle des Toubo Smith in der Abenteuerserie Soldier of Fortune wurde er in den USA zu einer bekannten Fernsehpersönlichkeit. Schon seit 1953 arbeitete er hauptsächlich für das neue Medium Fernsehen. Chandlers Karriere als Schauspieler dauerte über 30 Jahre, in dieser Zeit wirkte er in über 180 Produktionen für Kino und Fernsehen mit. Seinen letzten Auftritt vor einer Kamera hatte er 1971 in einer Folge der Westernserie Bonanza.

## Familie
Am 4. April 1931 heiratete Chick Chandler die Schauspielerin Eugenia „Jean“ Frontia. Mit ihr blieb er bis zu seinem Tod 57 Jahre lang verheiratet. Am 30. September 1988 erlag Chick Chandler im Alter von 83 Jahren einem Herzinfarkt. Einen Tag später verstarb auch seine Ehefrau an den Folgen ihrer Krebserkrankung.

## Filmografie (Auswahl)
Film
- 1925: Red Love
- 1937: Portia on Trial
- 1938: Alexander’s Ragtime Band
- 1938: Mr. Moto und der Dschungelprinz (Mr. Moto Takes a Chance)
- 1938: Die goldene Peitsche (Kentucky)
- 1939: Damals in Hollywood (Hollywood Cavalcade)
- 1939: Swanee River
- 1941: Dr. Kildare: Vor Gericht (The People vs. Dr. Kildare)
- 1941: Die Braut kam per Nachnahme (The Bride Came C.O.D.)
- 1941: Die ewige Eva (It Started with Eve)
- 1941: Echo der Jugend (Remember the Day)
- 1941: Blondie in Society
- 1942: Der große Gangster (The Big Shot)
- 1942: Meine Schwester Ellen (My Sister Eileen)
- 1943: Einsatz im Nordatlantik (Action in the North Atlantic)
- 1944: Johnny Doesn’t Live Here Anymore
- 1944: Irish Eyes Are Smiling
- 1945: Die tollkühnen Abenteuer des Captain Eddie (Captain Eddie)
- 1945: Leave It to Blondie
- 1946: Sinfonie in Swing (Do You Love Me)
- 1947: Es begann in Schneiders Opernhaus (Mother Wore Tights)
- 1948: Fünf auf Hochzeitsreise (Family Honeymoon)
- 1948: Blondie’s Reward
- 1948: Jedes Mädchen müßte heiraten (Every Girl Should Be Married)
- 1949: Eines Morgens in der Hopkins-Street (The House Across the Street)
- 1950: Ein charmanter Flegel (Key to the City)
- 1950: Ärger in Cactus Creek (Curtain Call in Cactus Creek)
- 1950: Zwischen zwei Frauen (Bright Leaf)
- 1950: Der Weihnachtswunsch (The Great Rupert)
- 1950: Gefährliche Mission (Wyoming Mail)
- 1951: Mississippi-Melodie (Show Boat)
- 1951: Die Reise zur geheimnisvollen Insel (The Lost Continent)
- 1954: Die unglaubliche Geschichte der Gladys Glover (It Should Happen to You)
- 1954: Ein neuer Stern am Himmel (A Star Is Born)
- 1954: Rhythmus im Blut (There’s No Business Like Show Business)
- 1954: Im Zirkus der drei Manegen (3 Ring Circus)
- 1955: Urlaub bis zum Wecken (Battle Cry)
- 1963: Eine total, total verrückte Welt (It's a Mad, Mad, Mad, Mad World)
- 1964: Die Heulboje (The Patsy)
- 1965: Hetzjagd in Ketten (Nightmare in the Sun)

Serien
- 1954–1955: Topper – 2 Folgen
- 1954–1955: Ihr Star: Loretta Young (The Loretta Young Show) – 4 Folgen
- 1956: Alfred Hitchcock präsentiert (Alfred Hitchcock Presents) – 1 Folge
- 1958: Richard Diamond, Privatdetektiv (Richard Diamond, Private Detective) – 1 Folge
- 1961–1969: Lassie – 5 Folgen
- 1962: Maverick – 1 Folge
- 1962: 77 Sunset Strip – 1 Folge
- 1963: St. Dominic und seine Schäfchen (Going My Way) – 1 Folge
- 1963: Im Wilden Westen (Death Valley Days) – 1 Folge
- 1962–1964: Mr. Ed (Mister Ed) – 3 Folgen
- 1964: Der kleine Vagabund (The Littlest Hobo) – 2 Folgen
- 1966: Perry Mason – 1 Folge
- 1966: Daniel Boone – 1 Folge
- 1967: Teils heiter, teils wolkig (Love on a Rooftop) – 1 Folge
- 1967–1971: Bonanza – 6 Folgen
- 1969: Teen-Police (The Mod Squad) – 1 Folge
- 1970: Mannix – 1 Folge